# Stenidius carnivorax
Stenidius carnivorax es una especie de coleóptero de la familia Anthicidae.

## Distribución geográfica
Habita en Namibia.